# Матенго, Гильермо
Гильермо Матенго (Guglielmo Matengo, O.Cist., его фамилию также пишут как Matingo) — католический церковный деятель XII века. На консистории в декабре 1155 года был провозглашен кардиналом-дьяконом с титулом церкви Санта-Мария-ин-Виа-Лата. В марте 1158 году стал кардиналом-священником с титулом церкви Сан-Пьетро-ин-Винколи. В 1176 году стал кардиналом-епископом диоцеза Порто. В качестве папского легата был послан во Францию, Англию и Сицилию. Участвовал в выборах папы 1159 года (Александр III).